# The Honest Woodcutter
Câu chuyện ba chiếc rìu là một trong những  ngụ ngôn Aesop, đứng thứ 173 trong Perry Index. Câu chuyện dạy và bồi dưỡng cho con người về đức tính trung thực

## Nội dung
Trong phiên bản tiếng Hi Lạp truyện kể rằng có một chàng tiều phu trung thực chỉ có duy nhất một chiếc rìu sắt đốn củi kiếm sống qua ngày nhưng anh vô tình đánh rơi nó xuống dòng sông, sau đó ngồi bên dòng sông khóc. Lúc này vị thần Hermes (hay còn gọi là Mercury) nhô lên mặt nước với cây rìu vàng trong tay hỏi "Đây có phải là cây rìu con đã đánh rơi không?", nhưng chàng tiều phu đáp là không, lần sau vị thần lên và mang theo cây rìu bạc đưa cho anh nhưng anh từ chối vì chỉ muốn sử dụng công cụ của mình làm ra. Do ấn tượng về sự trung thực của anh nên đã quyết định tặng cả ba cây rìu cho anh. Biết được tin này, một tiều phu tham lam đã đến dòng sông cố ý ném chiếc rìu sắt của mình xuống và đợi bên bờ sông. Khi thần Hermes xuất hiện và hỏi thì anh chàng này tự nhận mình là chủ nhân cây rìu vàng nhưng vị thần đã không cho anh cây rìu nào và lấy luôn cây rìu sắt vì anh đã không trung thực.

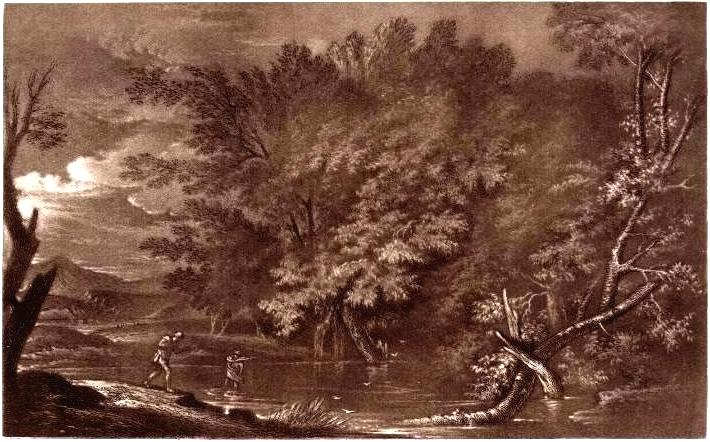
Một bức điêu khắc Victoria Mercury và người tiều phu không trung thực của Salvator Rosa'

Mặc dù câu chuyện mang tính giáo dục đạo đức 'phải biết trung thực' nhưng cũng có một câu tục ngữ Byzantine thời trung cổ'Dòng sông không phải lúc nào cũng có rìu' mang ẩn ý che nhoà phần nào ý nghĩa câu chuyện. Một số ý kiến cho rằng sự thiếu logic trong câu chuyện từ người tiều phu gian manh vì anh đã biết cách để giàu, làm rơi cây rìu, bỏ qua một số chi tiết và cuối cùng là giả vờ trung thực. Nếu kết hợp các chi tiết đó đúng thì Hermes sẽ bị lừa. Trừ khi vị tiều phu tham này chưa từng nghe qua câu chuyện anh tiều phu trung thực thì cái kết như trong truyện sẽ hợp lý
Một câu chuyện trong tiểu thuyết Gargantua and Pantagruel thế kỷ 16 của  François Rabelais. Câu chuyện đã chiếm gần hết cuốn thứ 4 và lối văn được mở rộng. Tiếng khóc của tiều phu đã đánh thức các vị thần như thần tài chính nên ông đã cử Mercury xuống để thử lòng anh chàng qua ba cây rìu và nếu anh chọn sai sẽ bị chặt đầu. Mặc dù thoát chết nhưng khi trở về anh trở nên giàu có nên người trong thôn ai cũng đi đổi đời và đều bị chặt đầu. Vì vậy, Rabelais kết luận rằng nếu muốn có cuộc sống tốt bản thân phải tự nỗ lực. Còn nhiều câu chuyện tương tự trong Truyện ngụ ngôn La Fontaine (V.1) nhưng ở dạng khác.